# Каляат-Сенан
Каляат-Сенан (араб. قلعة سنان) — місто в Тунісі. Входить до складу вілаєту Ель-Кеф. Знаходиться неподалік від кордону з Алжиром. Станом на 2004 рік тут проживало 5 044 осіб.

## Видатні уродженці
- Хамза Рафія — туніський футболіст.